# Белая книга 1939 года
Белая книга 1939 года — отчёт министра колоний Великобритании Малькольма Макдональда британскому парламенту о политике правительства в отношении Британского мандата в Палестине. Появилась в ответ на требования арабского населения Палестины полностью запретить еврейскую иммиграцию и приобретение земли евреями.
«Белая книга 1939 года» была опубликована 17 мая 1939 года после провала Сент-Джеймсской конференции.

## Основные утверждения книги
- Палестина не может принадлежать только евреям или только арабам.
- В течение 10 лет после опубликования книги в Палестине будет создано единое двунациональное государство евреев и арабов.
- Квота иммиграции евреев на ближайшие пять лет будет равна 75 000 человек. На первом этапе иммиграция составит 25 тысяч человек (чтобы помочь европейским евреям), и в течение 5 лет будет разрешена иммиграция по 10 тысяч евреев каждый год, в общей сложности 75 тысяч человек. Помимо этого увеличение квот иммиграции будет зависеть от арабского согласия.
- Ограничение на покупку земли евреями (до 95 % земли Палестины будет запрещено к продаже евреям по причине естественного прироста арабского населения).

В результате публикации этого документа Великобритания, с одной стороны, по сути отказывалась выполнять свои обязательства в отношении еврейского народа, вытекавшие из декларации Бальфура, с другой стороны — документ вытекал из условий мандата, гарантирующего права нееврейского населения Палестины. Провозглашение такой политики в период распространения нацистского господства в Европе, на пороге Второй мировой войны, когда началось массовое бегство евреев из Европы, помешало предотвратить Холокост, а также послужило толчком для начала активной борьбы ишува против британского мандатного режима в Палестине. А закон о передаче земли в 1940 году сделал практически невозможной покупку евреями земли у арабов.

## Реакция на «Белую книгу»
Опубликование книги привело к нелегальной иммиграции.
Поддерживая Англию в её борьбе против гитлеровской Германии, сионистские лидеры одновременно подчеркивали необходимость отмены британского мандатного режима в связи с налагаемыми «Белой книгой» ограничениями. Давид Бен-Гурион объявил о развертывании борьбы против решений «Белой книги», за продолжение иммиграции, строительства и заселения Палестины, резко выступал против политики Англии и призывал к борьбе с ней путём организации демонстраций, усиления нелегальной репатриации и заселения земель, приобретение которых евреям было запрещено.
Когда вспыхнула Вторая мировая война, Бен-Гурион так формулировал политику сионистского движения: «Мы будем оказывать помощь Британии в войне так, как будто нет Белой книги, и бороться против Белой книги, как будто нет войны».
Методами этой борьбы он считал организацию массовой нелегальной иммиграции евреев, уцелевших после Катастрофы в Европе, проведение усиленной разъяснительной кампании во всем мире против политики Британии в палестинском вопросе, создание новых поселений вопреки запретам мандатных властей, а в исключительных случаях — и диверсионные акты Хаганы против мандатных учреждений. При этом он требовал соблюдения строгой централизованности в руководстве борьбой с Британией и был бескомпромиссным противником сепаратных действий подпольных военных еврейских организации Эцел и Лехи, провозгласивших вооружённое восстание против Англии.
Книга также вызвала резкую критику в Британии, как со стороны оппозиции, так и со стороны правящей партии, которые выступали против политики Макдональда. Среди наиболее известных противников были бывший Верховный комиссар Палестины Герберт Сэмюэл и Уинстон Черчилль.